# Le May-sur-Èvre
Le May-sur-Èvre és un municipi francès situat al departament de Maine i Loira i a la regió de País del Loira. L'any 2007 tenia 3.832 habitants.

## Demografia

### Població
El 2007 la població de fet de Le May-sur-Èvre era de 3.832 persones. Hi havia 1.497 famílies de les quals 390 eren unipersonals (139 homes vivint sols i 251 dones vivint soles), 500 parelles sense fills, 554 parelles amb fills i 53 famílies monoparentals amb fills.
La població ha evolucionat segons el següent gràfic:
Habitants censats

### Habitatges
El 2007 hi havia 1.568 habitatges, 1.515 eren l'habitatge principal de la família, 6 eren segones residències i 47 estaven desocupats. 1.382 eren cases i 132 eren apartaments. Dels 1.515 habitatges principals, 1.084 estaven ocupats pels seus propietaris, 423 estaven llogats i ocupats pels llogaters i 8 estaven cedits a títol gratuït; 40 tenien una cambra, 100 en tenien dues, 170 en tenien tres, 372 en tenien quatre i 833 en tenien cinc o més. 983 habitatges disposaven pel capbaix d'una plaça de pàrquing. A 699 habitatges hi havia un automòbil i a 646 n'hi havia dos o més.

### Piràmide de població
La piràmide de població per edats i sexe el 2009 era:
| Homes | Edats   | Dones |
| ----- | ------- | ----- |
| 5     | 95 o +  | 8     |
| 9     | 90 a 94 | 26    |
| 12    | 85 a 89 | 37    |
| 7     | 80 a 84 | 30    |
| 64    | 75 a 79 | 71    |
| 73    | 70 a 74 | 42    |
| 87    | 65 a 69 | 121   |
| 76    | 60 a 64 | 110   |
| 102   | 55 a 59 | 84    |
| 139   | 50 a 54 | 137   |
| 126   | 45 a 49 | 149   |
| 121   | 40 a 44 | 117   |
| 134   | 35 a 39 | 128   |
| 143   | 30 a 34 | 134   |
| 147   | 25 a 29 | 136   |
| 118   | 20 a 24 | 110   |
| 184   | 15 a 19 | 142   |
| 162   | 10 a 14 | 122   |
| 129   | 5 a 9   | 132   |
| 135   | 0 a 4   | 119   |

## Economia
El 2007 la població en edat de treballar era de 2.392 persones, 1.766 eren actives i 626 eren inactives. De les 1.766 persones actives 1.618 estaven ocupades (912 homes i 706 dones) i 149 estaven aturades (64 homes i 85 dones). De les 626 persones inactives 204 estaven jubilades, 211 estaven estudiant i 211 estaven classificades com a «altres inactius».

### Ingressos
El 2009 a Le May-sur-Èvre hi havia 1.544 unitats fiscals que integraven 4.038,5 persones, la mediana anual d'ingressos fiscals per persona era de 16.205 €.

### Activitats econòmiques
Dels 124 establiments que hi havia el 2007, 4 eren d'empreses alimentàries, 1 d'una empresa de fabricació de material elèctric, 10 d'empreses de fabricació d'altres productes industrials, 17 d'empreses de construcció, 20 d'empreses de comerç i reparació d'automòbils, 9 d'empreses de transport, 7 d'empreses d'hostatgeria i restauració, 1 d'una empresa d'informació i comunicació, 8 d'empreses financeres, 4 d'empreses immobiliàries, 17 d'empreses de serveis, 19 d'entitats de l'administració pública i 7 d'empreses classificades com a «altres activitats de serveis».
Dels 35 establiments de servei als particulars que hi havia el 2009, 1 era una oficina de correu, 3 oficines bancàries, 1 taller d'inspecció tècnica de vehicles, 1 autoescola, 4 paletes, 1 guixaire pintor, 4 fusteries, 2 lampisteries, 1 electricista, 1 empresa de construcció, 4 perruqueries, 4 veterinaris, 4 restaurants, 2 agències immobiliàries i 2 salons de bellesa.
Dels 10 establiments comercials que hi havia el 2009, 1 era un supermercat, 1 una botiga de menys de 120 m², 3 fleques, 1 una carnisseria, 1 una botiga de roba, 1 una botiga de material esportiu i 2 floristeries.
L'any 2000 a Le May-sur-Èvre hi havia 71 explotacions agrícoles que ocupaven un total de 2.900 hectàrees.

## Equipaments sanitaris i escolars
El 2009 hi havia 2 farmàcies i 1 ambulància.
El 2009 hi havia 2 escoles elementals. Le May-sur-Èvre disposava d'un col·legi d'educació secundària amb 235 alumnes.

## Poblacions més properes
El següent diagrama mostra les poblacions més properes.